# Paluh Kurau
Paluh Kurau is een bestuurslaag in het regentschap Deli Serdang van de provincie Noord-Sumatra, Indonesië. Paluh Kurau telt 5326 inwoners (volkstelling 2010).